# Mickaël Landreau
Mickaël Vincent André-Marie Landreau, född 14 maj 1979 i Machecoul, är en fransk före detta fotbollsmålvakt.

## Karriär
Landreau togs fram ur FC Nantes ungdomssystem och spelade sin första match för klubben i en 0–0-match mot SC Bastia 1996. Efter det syntes han ofta i klubbens startelva och fick företräda Frankrikes ungdomslandslag vid U20-VM 1997.
Efter att ha vunnit två raka Coupe de France med Nantes 1999 och 2000 vann han även till slut Ligue 1 2000/2001.
Efter 13 år med Nantes meddelade Landreau genom en presskonferens 2006 att han skulle lämna klubben. Han kom att gå till Paris Saint-Germain på en free agent och skrev på ett fyraårskontrakt 15 maj samma år.

### Bastia
Den 23 december 2012 skrev Landreau på ett halvårskontrakt med Bastia. Vid flytten till Bastia, avslöjade Landreau att han tackade nej till en övergång till italienska Inter Milan.

## Meriter

### Klubblag
- Nantes
  - Ligue 1: 2001
  - Coupe de France: 1999, 2000
  - Trophée des Champions: 1999, 2001

- Paris Saint-Germain
  - Coupe de la Ligue: 2008

- Lille OSC
  - Ligue 1: 2011
  - Coupe de France: 2011

### Landslaget
- Frankrike
  - Världsmästerskapet i fotboll 2006: Silver

## Fotnoter
1. ↑  ”Mickaël Landreau”. National Football Teams. http://www.national-football-teams.com/v2/player.php?id=2497.
2. ↑  ”PSG eager to sign keeper Landreau”. CNN. 24 mars 2006. http://edition.cnn.com/2006/SPORT/football/03/24/france.psg/. Läst 3 januari 2009.
3. ↑  ”Landreau signs four-year PSG deal”. CNN. 15 maj 2006. http://edition.cnn.com/2006/SPORT/football/05/15/france.landreau/. Läst 3 januari 2009.
4. ↑  ”Mickaël Landreau au Sporting” (på franska). SC Bastia. 23 december 2012. Arkiverad från originalet den 30 december 2012. https://web.archive.org/web/20121230195614/http://www.sc-bastia.net/v4/?p=18613. Läst 1 februari 2013.
5. ↑  ”Mickael Landreau has revealed he turned down the chance to move to Inter Milan to join Bastia”. Sky Sports. 31 december 2012. http://www1.skysports.com/football/news/11813/8374374/Mickael-Landreau-has-revealed-he-turned-down-the-chance-to-move-to-Inter-Milan-to-join-Bastia. Läst 1 februari 2013.